# Gordes
Gordes är en kommun och bergsby i departementet Vaucluse i regionen Provence-Alpes-Côte d'Azur i sydöstra Frankrike. Kommunen ligger i kantonen Gordes som tillhör arrondissementet Apt. Kommunen har  1 664 invånare (2022) som kallas Gordiens.

## Befolkningsutveckling
Antalet invånare i kommunen Gordes
| Referens: INSEE |

## Galleri

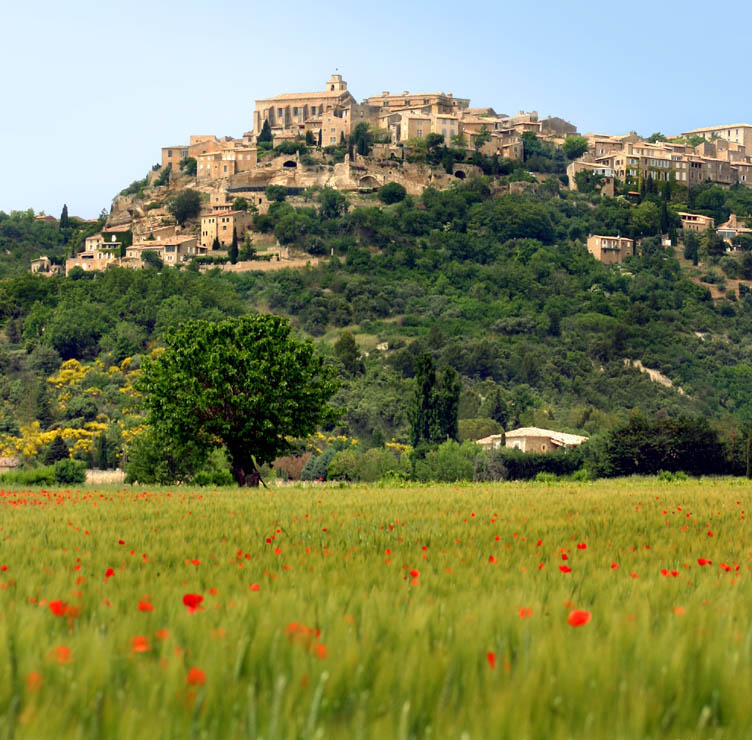
Gordes
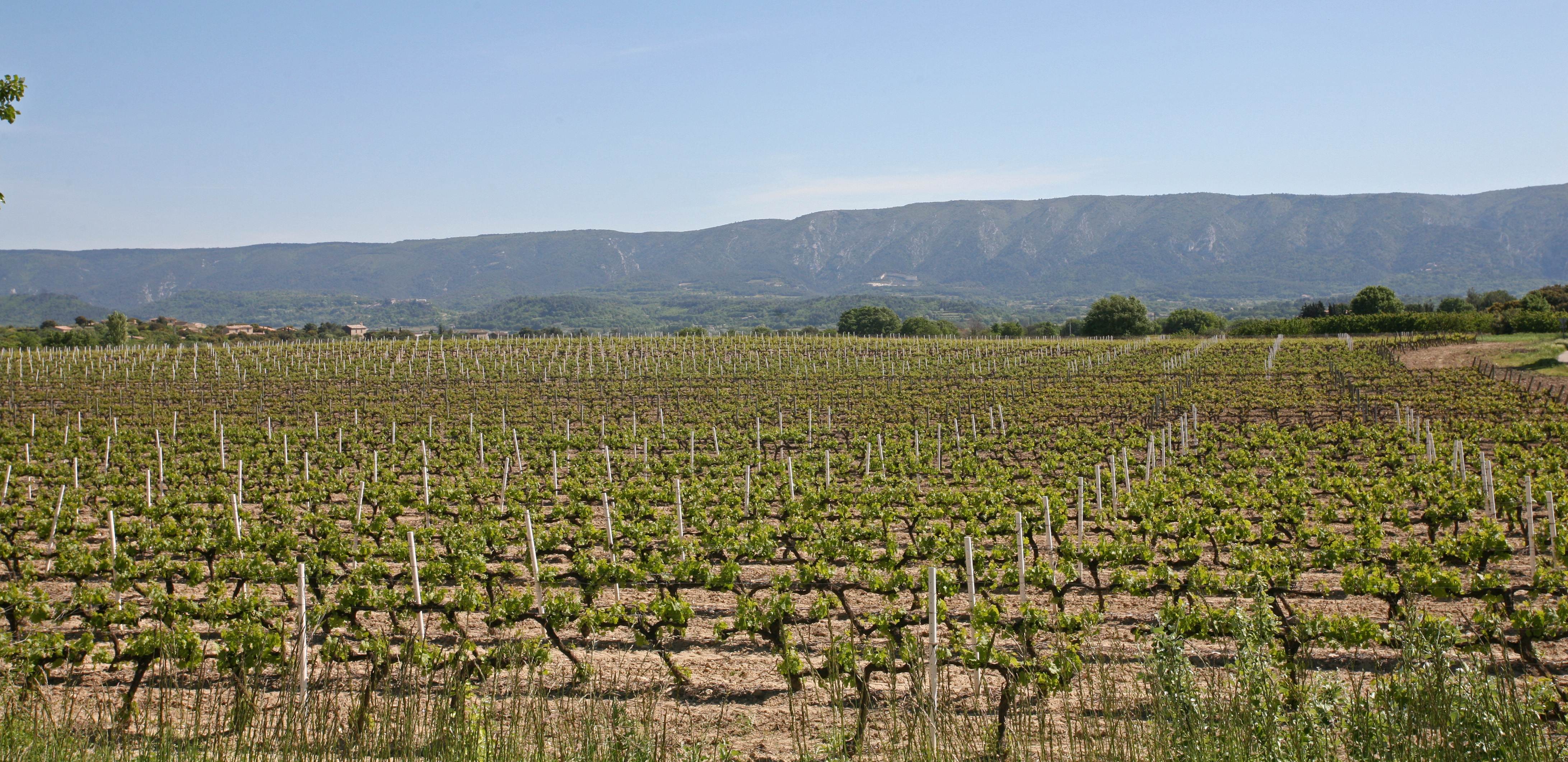
Vindistriktet Ventoux
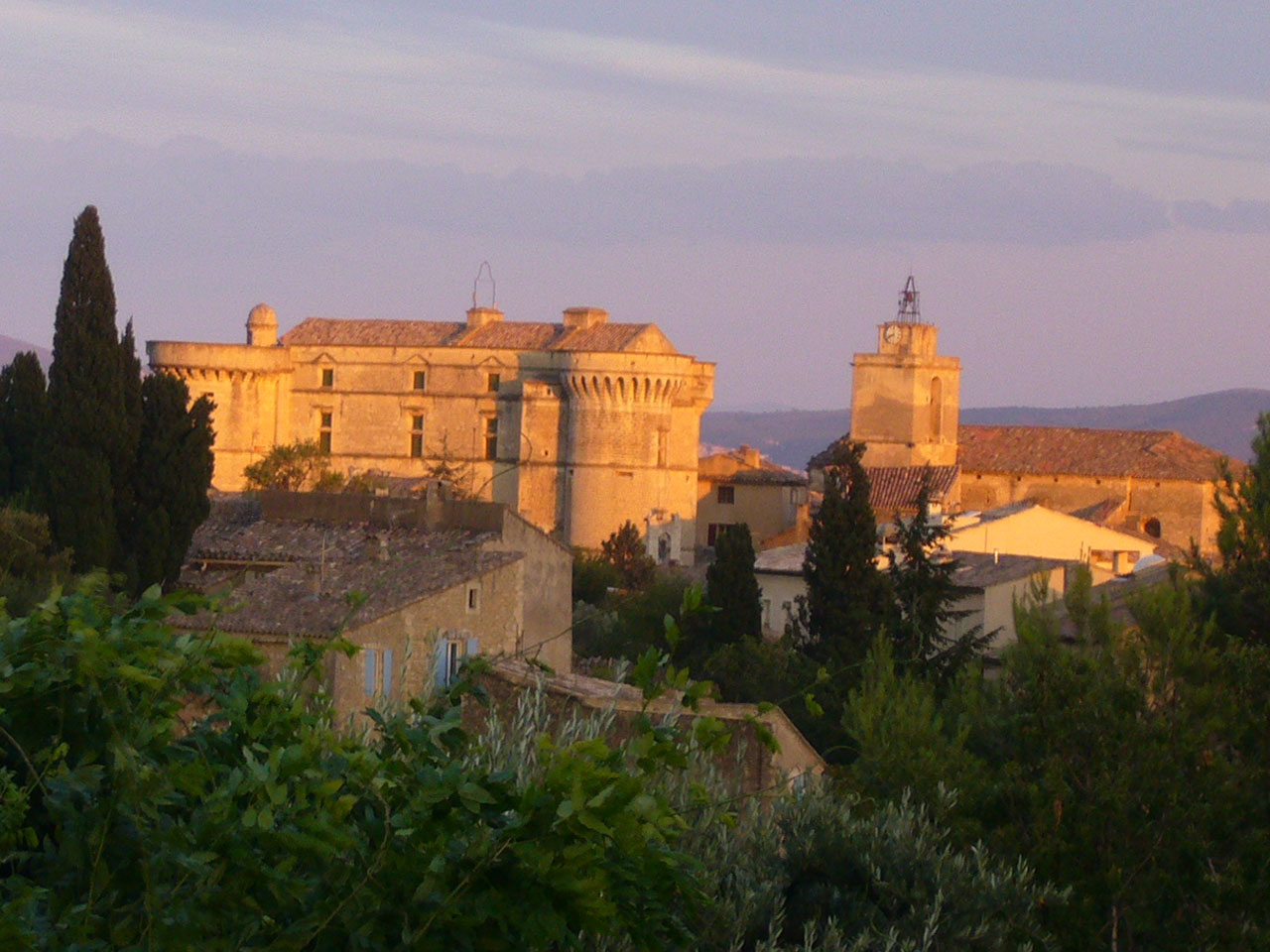
Slottet